# Live in Australia (альбом Криса Айзека)
Live in Australia — первый концертный альбом американского музыканта Криса Айзека, вышедший 17 октября 2008 года на лейбле Universal Music.
Запись альбома проходила в Мельбурне в 2006 году. На первой неделе после появления в Australia Albums Top 50 альбом занял 29 место, а позже диск занял 17 позицию, продержавшись с таким результатом всего одну неделю.
Все песни пластинки в основном старые, лишь «Blue Darlin’» и «I’ll Go Crazy» стали новыми песнями из Live in Australia. Также в альбоме есть вступления к трем песням — «I’ll Go Crazy», «Baby Did a Bad Bad Thing», и «Only the Lonely».

## Список композиций
1. «Speak of the Devil» — 4:15
2. «Let Me Down Easy» — 4:05
3. «Intro (к песне I’ll Go Crazy)» — 1:37
4. «I’ll Go Crazy» — 3:13
5. «Go Walkin’ Down There» — 3:43
6. «Wicked Game» — 5:02
7. «Lonely with a Broken Heart» — 2:49
8. «Intro (к песне Baby Did a Bad Bad Thing)» — 1:28
9. «Baby Did a Bad Bad Thing» — 4:26
10. «This Love Will Last» — 3:13
11. «Waiting» — 3:04
12. «Blue Darlin’» — 3:31
13. «Intro (к песне Only the Lonely)» — 2:03
14. «Only the Lonely» — 2:51
15. «One Day» — 4:19
16. «Somebody’s Crying» — 2:49
17. «Blue Hotel» — 3:14
18. «San Francisco Days» — 4:04
19. «Dancin’» — 4:08
20. «Blue Spanish Sky» — 3:57
21. «American Boy» — 3:08 (эксклюзивный трек от iTunes Store)

## Участники записи
- Крис Айзек — вокал, гитара
- Кенни Дэйл Джонсон — ударные, вокал
- Рафаель Падилла — перкуссия
- Скотт Планкетт — аккордеон
- Нил Престон — обложка альбома
- Роланд Сэлли — бас-гитара, вокал
- Хершель Ятовиц — гитара, вокал